# Alma Deutscher

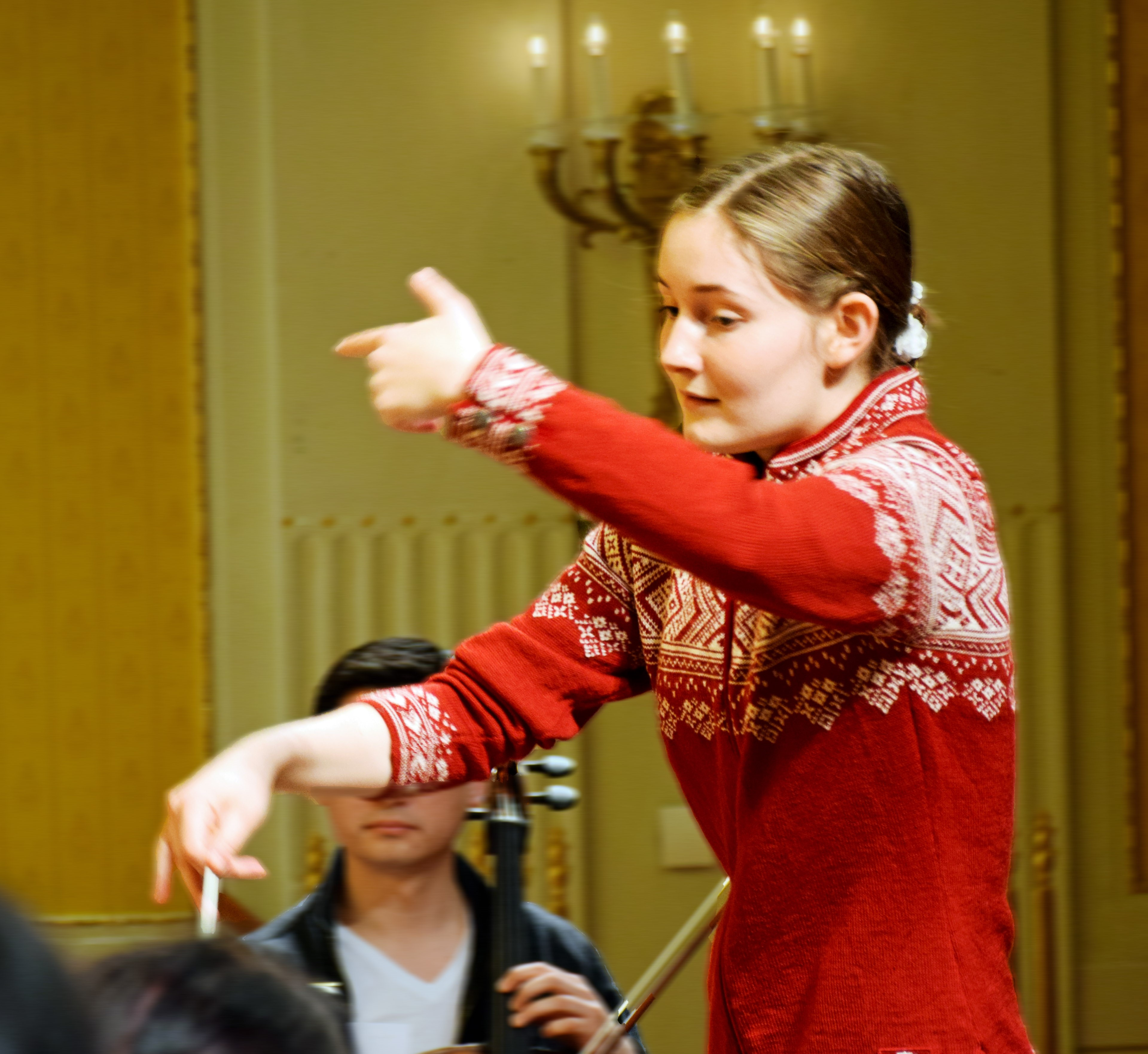
Alma Deutscher (2022)

Alma Elizabeth Deutscher (* 2005 in Basingstoke) ist eine britische Komponistin klassischer Musik, Pianistin, Geigerin und Dirigentin.

## Leben

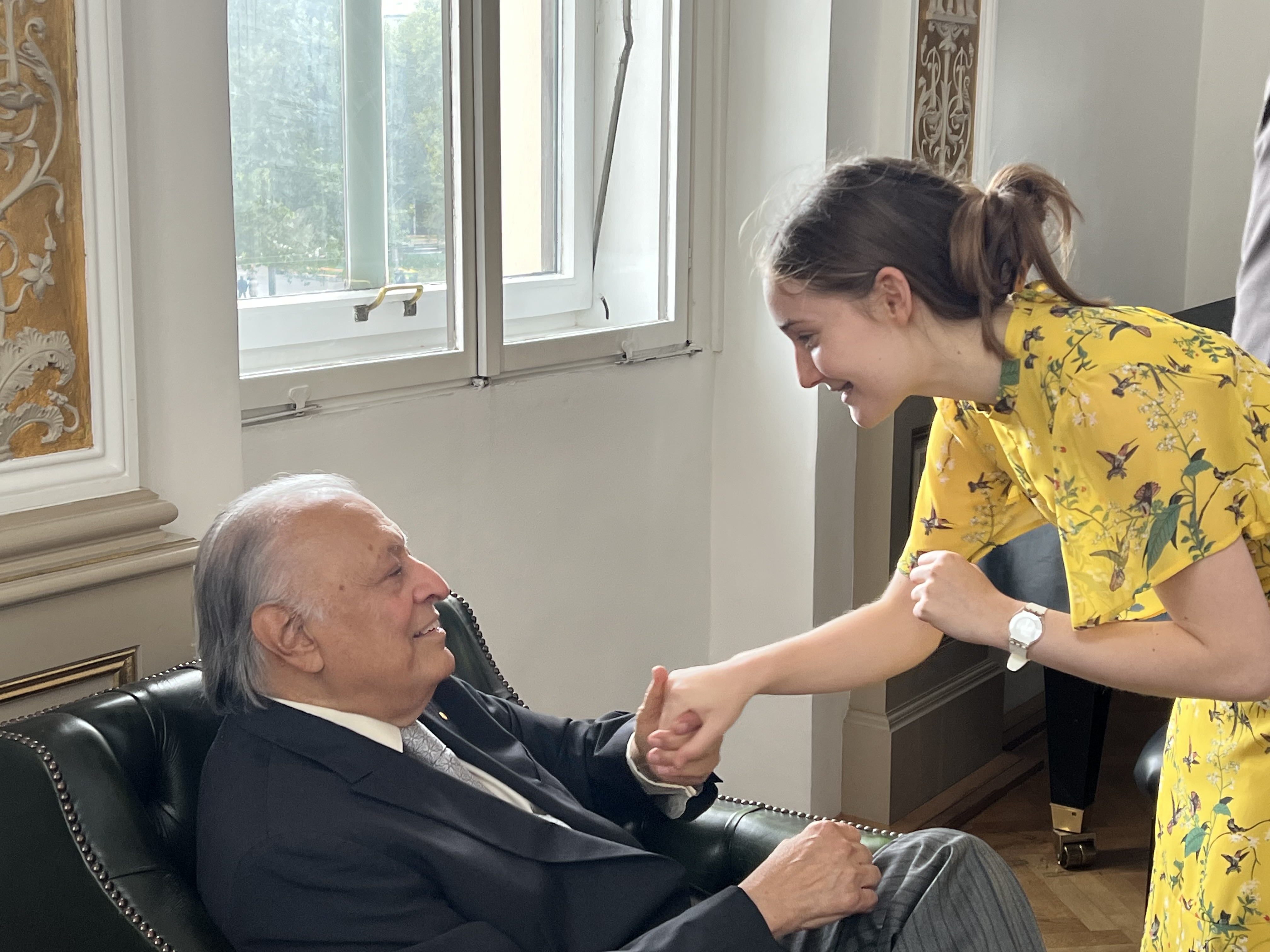
Alma Deutscher und Zubin Mehta (2022)

Alma Deutscher ist die Tochter der Literaturwissenschaftlerin Janie Deutscher (geb. Steen) und des israelischen Sprachwissenschaftlers Guy Deutscher. Im Alter von zwei Jahren begann sie mit dem Klavierspiel, mit drei Jahren kam die Geige hinzu. Sie konnte mit absolutem Gehör singen, bevor sie sprechen konnte, und Noten lesen, bevor sie lesen konnte. Nach einem knappen Jahr Geigenspiel spielte sie mit vier Jahren die Sonaten von Händel und begann, auf dem Klavier zu improvisieren und eigene Stücke zu komponieren. Deutschers frühe musikalische Ausbildung konzentrierte sich auf kreative Improvisation und folgte der Lehrmethode der Partimenti. Deutscher erlernte so zunächst die musikalische Grammatik der Musik des achtzehnten Jahrhunderts, die sie später als ihre musikalische „Muttersprache“ bezeichnete.
Bis zu ihrem 16. Lebensjahr wurde sie zu Hause unterrichtet. Sie spricht fließend Englisch, Hebräisch und Deutsch.
Deutscher wurde 2012 im Alter von sieben Jahren in den Medien bekannt, nachdem der britische Schriftsteller und Schauspieler Stephen Fry sie mit Mozart verglich. Im Jahr 2014 machten führende Persönlichkeiten aus der Welt der klassischen Musik, darunter der Dirigent Zubin Mehta und Sir Simon Rattle auf Deutscher aufmerksam, nachdem sie in der von dem Pianisten und Pädagogen Arie Vardi moderierten Fernsehsendung Intermezzo with Arik auftrat.
Deutscher spielte ihre eigene Musik als Solistin mit dem Israel Philharmonic Orchestra, ORF Radio-Symphonieorchester Wien, Tonkünstler-Orchester, Mozarteumorchester Salzburg, Wiener Kammerorchester, Royal Philharmonic Orchestra, Shenzhen Symphony Orchestra (China), Luzerner Sinfonieorchester und dem Vancouver Symphony Orchestra. Sie trat als Solistin mit eigenen Kompositionen beim Lucerne Festival und beim Aix-en-Provence Festival auf. Auf Einladung des österreichischen Bundeskanzlers spielte sie bei mehreren Staatsanlässen im Bundeskanzleramt in Wien. Beim Eröffnungskonzert des Carinthischen Sommer Festivals 2017 spielte sie ihr Violinkonzert und die Uraufführung ihres Klavierkonzerts mit dem Wiener Kammerorchester. 2019 debütierte sie begleitet vom Orchestra of St. Luke’s in der New Yorker Carnegie Hall. 2022 dirigierte sie ihre eigene Oper Cinderella an der Opera San José.
2018 zog Deutscher mit ihrer Familie nach Wien und studiert seit 2021 an der Universität für Musik und darstellende Kunst Wien Dirigieren bei Johannes Wildner.

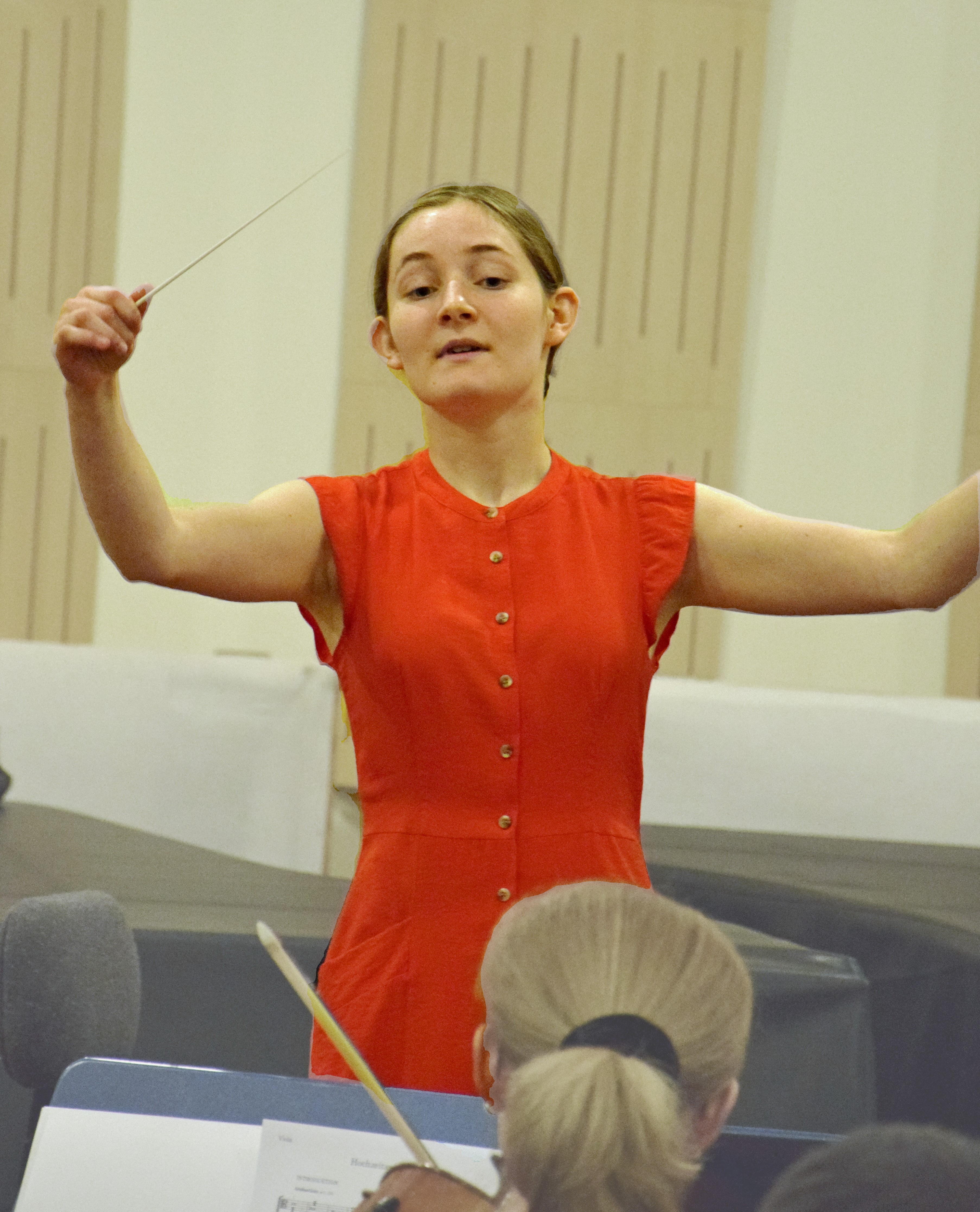
Alma_Deutscher als Dirigentin (2022)

## Werk
Mit vier Jahren begann Deutscher auf dem Klavier zu improvisieren und mit fünf ihre eigenen Kompositionen aufzuschreiben. Diese ersten schriftlichen Notationen waren undeutlich, aber im Alter von sechs Jahren konnte sie klare Kompositionen schreiben und komponierte eine Klaviersonate, die 2013 auf CD veröffentlicht wurde. Mit sieben Jahren komponierte sie eine Kurzoper, Der Traumfeger, nach einem Libretto von Elizabeth Adlington, basierend auf Neil Gaimans Geschichte The Sweeper of Dreams. Die Uraufführung der Oper fand 2013 in Israel statt.
Im Alter von neun Jahren komponierte sie ein Violinkonzert, das sie als Solistin mit der spanischen Oviedo Filarmonía uraufführte und dann auch mit dem Israel Philharmonic Orchestra spielte. Im Alter von zwölf Jahren komponierte sie ein Klavierkonzert, das sie im Eröffnungskonzert des Carinthischen Sommers mit dem Wiener Kammerorchester als Solistin uraufführte.
Ihre zweite Oper Cinderella ist ein abendfüllendes Werk, das auf dem Märchen von Aschenputtel basiert. Eine Kammerversion der Oper wurde 2015 in Israel uraufgeführt. Im darauffolgenden Jahr erweiterte sie die Oper und orchestrierte sie für ein Ensemble von zwanzig Musikern. Diese Version wurde 2016 in Wien unter der musikalischen Leitung des Dirigenten Vinicius Kattah uraufgeführt. Zubin Mehta übernahm die Schirmherrschaft der Produktion. Eine weiter ausgearbeitete Fassung der Oper (mit großem Orchester, Chor, und Ballet) wurde 2017 in einer Produktion der Opera San José unter der Leitung von Dame Jane Glover in San José (Kalifornien) in englischer Sprache uraufgeführt. Die Komponistin selbst trat als Solistin für Violine, Klavier und Orgel auf. Eine Kinderfassung der Oper wurde von der Wiener Staatsoper in Auftrag gegeben und von Deutscher erstellt und 2018 aufgeführt. Die neueste Fassung wurde 2022 in der Opera San José unter Deutschers Dirigat aufgeführt.
2019 erhielt sie vom Salzburger Landestheater den Kompositionsauftrag für die Oper Des Kaisers neue Walzer, die dort im März 2023 uraufgeführt wurde. Inhaltlich wurde dieses Werk vom Märchen Des Kaisers neue Kleider inspiriert.
Deutschers erste Sammlung von Klavierwerken wurde 2019 von Sony Classical veröffentlicht und erschien 2020 beim Verlag G. Schirmer. Im Jahr 2022 veröffentlichte sie ein pädagogisches Album mit Klavierstücken für junge Pianisten unter dem Titel Lieder für Klavier.

## Kompositionen
- Klaviersonate in Es-Dur (2011).
- Andante für Violine (2011).
- Rondino (trio) in Es-Dur, für Viola und Klavier (2012).
- The Sweeper of Dreams (Der Traumfeger, Libretto: Elizabeth Adlington), kurze Oper, (2012).
- Quartettsatz in A-Dur (2012).
- Sonate für Viola und Klavier in c-Moll (1. Satz), (2013).
- Quartettsatz in G-Dur, Rondo (2013).
- The Night Before Christmas, Lied für Singstimme(n) und Celesta auf ein Gedicht von Clement Clarke Moore, (2013, 2018 für Kammersänger Thomas Hampson überarbeitet).
- Sonate für Violine und Klavier (1. Satz) (2013).
- Trio für Violine, Viola, und Klavier in D-Dur (2014).
- Violinkonzert Nr. 1 in g-Moll (2014, 2017 überarbeitet).
- Dance of the Solent Mermaids (Tanz der Meerjungfrauen im Solent), für Symphonieorchester, (2014).
- Cinderella (Aschenputtel), Oper (2015, dann 2016 und 2020 überarbeitet).
- Klavierkonzert Nr. 1 in Es-Dur, (2017).
- Nähe des Geliebten (Near the beloved) Lied für Singstimme und Klavier auf ein Gedicht von Goethe (2018).
- From my Book of Melodies: Klavieralbum (2019).
- Sirenenklänge-Walzer (2019).[32]
- I Heard the Bells on Christmas day, Weihnachtslied (2020).
- Ludwig Walzer no. 1 & 2 (2020).
- Elmayer Walzer (2020).
- Grinzinger Polka (2021).
- Lieder für Klavier, pädagogisches Album (2022).
- Des Kaisers neue Walzer, Oper (2023).
- Klaviersonate Nr. 2 in e-moll (2023).[33]
- Neue Concordia-Polka (2025)[34]
- The Euterpides, Ballettmusik (2025)[35]

## Rezeption
Die große Resonanz auf Deutschers Kompositionen in den ersten Jahren ihres öffentlichen Wirkens war vor allem auf ihr junges Alter und ihren Status als „Wunderkind“ zurückzuführen. Verschiedene prominente Musiker, wie die Geigerin Anne-Sophie Mutter, Komponist Jörg Widmann und die Dirigenten Zubin Mehta und Simon Rattle drückten ihre Verwunderung darüber aus, was sie in einem so jungen Alter erreicht hatte. Rattle sagte der BBC: „Ich weiß nicht, ob ich schon einmal jemandem in diesem Alter begegnet bin, der über eine so erstaunliche Bandbreite an Begabungen verfügt.“
Der österreichische Kritiker Wilhelm Sinkovicz äußerte sich in einer Rezension von Deutschers Klavierkonzert erstaunt darüber, dass Deutschers Musik, obwohl sie „in romantischen Regionen irgendwo zwischen Mendelssohn’scher Stilistik und Grieg’scher Gefühlsregung angesiedelt ist (…,) voll ungemein origineller Einfälle und wirklicher Überraschungen“ steckt.
Deutschers Oper Cinderella wurde mehrfach für den Reichtum und die Erfindungskraft ihrer Melodien bewundert. Die Wiener Zeitung bezeichnete Deutscher als „eine Melodikerin von hohen Gnaden“, deren Kantilenen „je nach Bedarf bodenlose Trauer oder überströmende Sehnsucht transportieren.“ Das Opernmagazin Orpheus erklärte, dass Deutschers Oper eine „Renaissance des deutschen Singspiels“ ankündige.
Andererseits kritisieren Rezensenten, die der musikalischen Moderne verpflichtet sind, Deutschers Weigerung, sich auf die harten Dissonanzen einzulassen, die die zeitgenössische Kunstmusik kennzeichnen. Deutschers Oper, Des Kaisers neue Walzer, die neben einer romantischen Komödie auch eine Satire auf die „melodienlose Welt der zeitgenössischen klassischen Musik“ enthält hat viel Kritik auf sich gezogen.
Ein Leitartikel in The Wall Street Journal bemerkte, dass Deutschers Musik von manchen Kritikern als provokant empfunden wird, die „ihre Musik aus demselben Grund ablehnen, aus dem das Publikum sie liebt. Sie beanstanden ihre traditionelle Tonalität, ihren direkten emotionalen Appell.“ 2022 befürwortete ein Leitartikel der Londoner The Times Deutschers Aufruf: „Sie hat sicherlich Recht damit, dass der sicherste Weg, ihre Generation an die Freuden der klassischen Musik heranzuführen, darin besteht, etwas Schönes anzubieten.“
Deutscher selbst äußerte sich zu diesem Thema anlässlich einer Aufführung ihres Walzers Sirenenklänge in der Carnegie Hall, der eine Art musikalische Antwort auf ihre Kritiker darstellt: „Ich wollte schon immer schöne Musik schreiben, Musik, die aus dem Herzen kommt und direkt zu dem Herzen spricht. Aber manche Leute haben mir gesagt, dass Melodien und schöne Harmonien in der ernsthaften klassischen Musik heutzutage nicht mehr akzeptabel sind, weil Musik im 21. Jahrhundert die Hässlichkeit der modernen Welt widerspiegeln muss. Nun, in diesem Walzer habe ich statt zu versuchen, meine Musik künstlich hässlich zu machen, um die moderne Welt widerzuspiegeln, genau das Gegenteil getan. Ich habe einige hässliche Klänge aus der modernen Welt genommen und sie durch Musik in etwas Schöneres verwandelt.“ So beginnt sie ihre Komposition mit Glissandi der Streicher, „hupend“ artikulierenden Bläsern und anderen Klängen, die Straßengeräuschen verblüffend ähneln. Diese Atmosphäre transformiert und überblendet sie dann zunehmend in Walzerklänge; aus sirenenhaftem Glissando wird expressiv schmelzendes Portamento, Hupendes wird zu federnden rhythmischen Impulsen, etcetera.

## Auszeichnungen
- 2019: Auszeichnung als einer der „Zwölf Helden von Morgen“ durch das Magazin Stern[48]
- 2019: Europäischer Kulturpreis Taurus[49]
- 2019: Beijing Music Festival Nestlé Cup (Young Artist Award)[50]
- 2021: Premio Leonardo da Vinci International Award von elf europäischen Rotary Clubs[51]

## Aufnahmen
CD
- The Music of Alma Deutscher. Klaviersonate sowie Kammermusik für Klavier, Violine und Viola (Flara Records; 2013)
- From my Book of Melodies. Klavieralbum (Sony Classical; 2019)
- Twas Night before Christmas Weihnachtslied von Alma Deutscher. Alma Deutscher Klavier, Thomas Hampson, Gesang.[52]

DVD
- Cinderella by Alma Deutscher. Opera San José (Sony Classical; 2018)[53]
- Cinderella. Wiener Fassung für Kinder. Live-Aufnahme aus der Wiener Staatsoper (belvedere; 2018)[54]

### Streaming
- Cinderella (2022 Fassung). Opera San José[55][56]

## Notenpublikationen
- From My Book of Melodies. Sammlung von Klavierstücken (Partitur), G. Schirmer 2020, ISBN 978-1-7051-3098-8
- Lieder für Klavier von Alma Deutscher. Ein Album für junge Musikerinnen und Musiker. Flara Music 2022, ISBN 978-3-903-45401-9
- Cinderella (Klavierauszug). Amazon. ISBN 979-8-831-79818-0
- Violinkonzert in G-moll (Klavierauszug). Universal Edition UES106822-410.[57]

## Dokumentarfilme
2017 war Deutscher das Thema eines einstündigen Dokumentarfilms des britischen BBC. Ein Dokumentarfilm des Nachrichtenmagazins CBS-60 Minutes über sie wurde 2017 ausgestrahlt und 2018 mit dem Emmy Award ausgezeichnet.